# Baron Giffard
Baron Giffard, of Brimpsfield, war ein erblicher britischer Adelstitel in der Peerage of England.

## Verleihung
Der Titel wurde am 24. Juni 1295 für John Giffard geschaffen, indem dieser per Writ of Summons zum königlichen Parlament berufen wurde.
Der Titel erlosch, als sein Sohn, der zweite Baron, am 16. März 1322 wegen Hochverrats hingerichtet wurde und ihm sein Titel aberkannt wurde.
Stammsitz der Barone war Brimpsfield Castle in Gloucestershire.

## Liste der Barone Giffard (1295)
- John Giffard, 1. Baron Giffard (1232–1299)
- John Giffard, 2. Baron Giffard (1287–1322)